# 피오테 도미니크
피오테 도미니크(Piotet Dominique, 1969년 3월 25일 ~ )는 프랑스계 우크라이나인 최고 관리자이자 Unit City의 CEO이며 How Web Changes World라는 책의 공동 저자이다.

## 전기
피오테는 1969년 3월 25일 프랑스 레위니옹에서 태어났다.
1995년에 그는 국립 장식 및 응용 예술 음악원에서 경제학 석사 과정을 공부했다.
2001년부터 2010년까지 Dominique Piotet는 BNP Paribas의 혁신 부서장을 역임했다.
2008년에 Piotet은 웹이 세상을 바꾸는 방법이라는 책을 공동 저술했다.
2012년에 그는 Silicon-Valley.fr을 공동 설립했다. 2014년에 그는 "Ordre national du Mérite" 기사가 되었다.
2015년부터 2019년까지 Piotet은 혁신 에이전시 Fabernovel US의 파트너이자 CEO가 되었다. 2016년에는 실리콘 밸리 펀드 The Refiners의 투자자이자 멘토가 되었다.
2019년 9월부터 Piotet은 Unit City의 CEO를 맡고 있다. 2020년에 Piotet은 프랑스 스타트업 커뮤니티 La French Tech Kyiv의 회장이 되었다.